# Nico Rijnders
Reinier Johannes Maria ("Nico") Rijnders (Breda, 30 juli 1947 – Brugge, 16 maart 1976) was een Nederlands voetballer. Hij kwam onder andere uit voor Ajax en Club Brugge. Hij moest echter wegens hartproblemen zijn loopbaan vroeg afbreken en overleed in 1976 op 28-jarige leeftijd.

## Levensloop

### Jeugd en vroege carrière
Rijnders meldde zich in 1958 aan bij VV Baronie. Als jeugdspeler maakte hij in 1963 de overstap naar plaatsgenoot NAC. Op 16 mei 1965 maakte hij zijn debuut. In een bekerwedstrijd tegen Enschedese Boys maakte hij in de laatste minuut de winnende 2-1. Na een jaar in de Eerste divisie werd in 1966 promotie afgedwongen. Met NAC verloor Rijnders in 1967 de bekerfinale, maar omdat winnaar Ajax tevens landskampioen was plaatste de ploeg zich voor Europees voetbal. Met Rijnders in het veld speelde NAC tegen Floriana FC en Cardiff City. Voor NAC werd het echter een moeizaam seizoen waarin ternauwernood degradatie werd ontlopen. Rijnders verkaste na het seizoen voor een transfersom van 150.000 gulden naar subtopper Go Ahead.
Bij de Deventerse ploeg ontwikkelde Rijnders zich verder. In oktober 1968 werd hij door bondscoach Georg Kessler voor het eerst bij de selectie van het Nederlands elftal gehaald. Eerder was hij al uitgekomen voor het Nederlands militair elftal van coach Jan Zwartkruis. Op 16 april 1969 maakte hij zijn debuut voor Oranje, in een vriendschappelijk duel tegen Tsjecho-Slowakije. Rijnders was in 1969 en 1970 een vaste waarde in het Nederlands elftal en speelde in totaal acht interlands. Na november 1970 verdween hij onder de nieuwe bondstrainer František Fadrhonc uit de basis.

### Ajax
Ondertussen was Rijnders in 1969 voor 400.000 gulden van Go Ahead naar Ajax gegaan. In zijn eerste seizoen werd de centrale middenvelder en balafpakker met Ajax landskampioen en bekerwinnaar. Het jaar daarop werd de Amsterdamse ploeg opnieuw bekerwinnaar en werd tevens de Europacup I binnengehaald. Op Wembley werd Panathinaikos verslagen. In deze wedstrijd kreeg Rijnders echter last van benauwdheid in zijn borst en werd hij in de rust vervangen door Horst Blankenburg. Rijnders speelde in twee seizoenen 63 competitieduels voor Ajax, waarin hij vier keer scoorde. Opmerkelijk genoeg vertrok de hardwerkende en goed functionerende Rijnders in de zomer van 1971 naar FC Brugge in België, dat hem een beter contract aanbood dan Ajax hem wilde geven. Later werd er gesuggereerd dat het bestuur van Ajax onder leiding van Jaap van Praag weet had van zijn hartproblemen en daarom weinig moeite deed hem voor de Amsterdamse club te behouden.

### Afkeuring
Ook in Brugge deed Rijnders het prima en had hij een vaste basisplaats. Het team kwam uit in de UEFA Cup en haalde in seizoen 1971/72 een tweede plaats in de competitie, achter Anderlecht. Op 12 november 1972 zakte hij echter tijdens een thuiswedstrijd tegen Club Luik na tien minuten op het veld in elkaar. Rijnders was klinisch dood, maar werd in de catacomben gereanimeerd door de toenmalige clubarts Michel D'Hooghe. Hij verbleef weken in het ziekenhuis en werd afgekeurd voor betaald voetbal. Hij werd vervolgens assistent-trainer bij Club Brugge.
In 1974 werd Rijnders coach van vierdeklasser Racing Harelbeke. Na nieuwe hartklachten op kerstavond 1974 werd hij echter afgekeurd voor alle activiteiten in de sport, inclusief het trainerschap. In juli 1975 werd er door Ajax en Club Brugge een benefietwedstrijd georganiseerd voor Rijnders. Brugge werd voor de gelegenheid versterkt met Johan Neeskens en Johan Cruijff speelde mee met Ajax. De wedstrijd eindigde in 3-0 voor Brugge.
Rijnders opende ook een sportwinkel in Brugge. De zaak ging al snel failliet, zijn echtgenote verliet hem en hij zou een drankprobleem hebben gehad.

### Overlijden
Op 3 maart 1976 werd hij tijdens het vieren van carnaval in Deventer onwel. Na enkele dagen in een Deventer ziekenhuis kwam hij bij. Rijnders overleed op 16 maart 1976, alleen in Brugge, in zijn woning boven zijn oude sportwinkel, aan een hartkwaal. Hij is 28 jaar geworden.
Een cardioloog die Rijnders behandelde, meldde in 2009 op basis van het medisch dossier dat de voetballer leed aan aangeboren hartritmestoornissen. In 1976 waren deze niet vast te stellen en niet te verhelpen.
In 2020 vernoemde de gemeente Amsterdam een brug in Park de Meer naar hem.

## Erelijst
| Competitie     |        |                  |      |      |
| Competitie     | Aantal | Jaren            |      |      |
| Ajax           | Ajax   | Ajax             | Ajax | Ajax |
| -------------- | ------ | ---------------- | ---- | ---- |
| Internationaal |        |                  |      |      |
| Europacup I    | 1x     | 1970/71          |      |      |
| Nationaal      |        |                  |      |      |
| Eredivisie     | 1x     | 1969/70          |      |      |
| KNVB beker     | 2x     | 1969/70, 1970/71 |      |      |
| Club Brugge    |        |                  |      |      |
| Eerste klasse  | 1x     | 1972/73          |      |      |

## Over Nico Rijnders
- Rinie Maas, 'Gerrie Deijkers en Nico Rijnders', in: Idolen en Iconen; het Nac Boek, 62 Verhalen, p. 137-139. Rotterdam: Trichis Publishing, 2016